# Victor Pierre Le Gorgeu
 (juin 2025).
- Si vous ne connaissez pas le sujet, laissez ce bandeau (vous pouvez alors contacter les auteurs).
- Si vous supprimez le contenu mis en cause (vous pouvez préalablement contacter les auteurs),

argumentez précisément cette suppression dans la page de discussion
(un manque de référence n'est pas un argument ; une recherche réelle de référence doit avoir été effectuée, être formellement documentée).
Victor Pierre Marie Le Gorgeu [viktɔʁ.ləɡɔʁˈʒy], né le 5 mai 1881 à Quimper et mort le 11 septembre 1963 à Paris 15e, est un médecin, résistant et homme politique français.

## Famille
La famille Le Gorgeu trouve ses racines depuis fort longtemps dans un village du sud du Finistère, Kernével, désormais rattaché à Rosporden. C'est une famille de petits artisans boulangers. Les parents de Victor émigrent vers Brest dans la deuxième partie du XIXe siècle où ils fondent un commerce de ravitaillement en gros des îles de Sein, Ouessant et Molène.
La famille Le Gorgeu est, avant la Seconde Guerre mondiale, copropriétaire du journal La dépêche de Brest et de l'Ouest. Victor Le Gorgeu, président, doit céder ses parts en 1942, sous la menace du gouvernement de Vichy et de Yann Fouéré[réf. nécessaire]. La Dépêche renait en 1944 sous le nom du Télégramme de Brest et de l'Ouest.
Il épouse Madeleine Peltier dont il a trois enfants : Victor-Léon (Inspecteur-général des Ponts et Chaussées), Maryvonne et Marie-Louise.

## Études
Victor Le Gorgeu fait ses études primaires et secondaires au lycée de Brest, situé alors rue Voltaire, de 1886 à 1898. Il reçoit le Grand prix d'honneur du lycée de Brest en 1898. Admis à l'École principale du Service de santé de la Marine à Bordeaux en octobre 1900, il reçoit la médaille d'argent du prix de la faculté de médecine de Bordeaux en 1903 et devient docteur en médecine le 22 février 1904 (médaille de bronze, le plus jeune médecin après Cazanove en 1881). Il suit les cours de l'Institut Pasteur en 1907-1908.

## Carrière de médecin
Il devient médecin des troupes coloniales au Tonkin de mai 1904 à juillet 1906 puis fait des séjours en Mauritanie, au Sénégal, de novembre 1908 à novembre 1910. Il quitte l'armée en juin 1911 et exerce comme médecin civil à Brest jusqu'en octobre 1930 ; il ouvre le premier laboratoire d'analyses médicales de Brest à Recouvrance, mais l'innovation n'a pas de succès.
Pendant la Première Guerre mondiale, il est mobilisé successivement comme :
- médecin de bataillon au 2e régiment d'infanterie coloniale qui combat en particulier en Argonne et en Belgique ;
- médecin chef de l'ambulance de colonne mobile no 30 à l'armée d'Orient.

Il est démobilisé en mai 1919.

## Carrière politique

### Fonctions électives
Victor Le Gorgeu est élu conseiller général du Finistère (Brest 1er canton) de décembre 1919 à 1925 puis de 1931 à 1941.
Il est élu conseiller municipal et maire de Brest le 5 mai 1929 puis réélu le 19 mai 1935, jusqu'au 31 décembre 1941, date à laquelle il est révoqué par le gouvernement de Vichy à la suite de son refus de voter une adresse de reconnaissance et de confiance au chef de l'état,.
Il est également sénateur du Finistère du 23 septembre 1930 au 30 décembre 1945, il se montra très actif au Sénat, où il appartenait à la Gauche démocratique. Il fut président du Groupe des Sénateurs-Maires, qui réunissait à peu près la moitié des sénateurs.
Il est ami de longue date du docteur Pierre Mazé, résistant, député du Finistère et membre du parti radical.

### Fonctions gouvernementales avant guerre
- Membre de la Commission de l'Hygiène et de la Prévoyance sociale.
- Membre de la Commission de la Marine dont il devait devenir vice-président, puis président en 1939 lorsque Alphonse Rio est nommé ministre de la Marine Marchande.
- Sous-secrétaire d’État au ministère de l'Éducation nationale, chargé de l’Éducation physique dans le cabinet d'Albert Sarraut : 26 octobre – 25 novembre 1933
- Sous-secrétaire d’État au ministère de l’Éducation nationale, chargé de l’Enseignement technique dans le cabinet de Camille Chautemps : 26 novembre 1933 – 29 janvier 1934. Partisan de la laïcité, sa grande idée était de permettre l'accès aux études supérieures des enfants les plus défavorisés et de développer l’enseignement post-scolaire et professionnel.

### Carrière de Haut fonctionnaire après laSeconde Guerre mondiale
- Commissaire régional de La République pour la Bretagne de 1944 à 1946 (il faisait office de doyen des Commissaires de la République)
- Conseil d'État, du 27 mars 1947 au 5 mai 1952, à la suite de la démission du général de Gaulle le 20 janvier 1946, de son poste de chef du gouvernement provisoire de la République française (Gouvernement provisoire de la République française (GRPF). Il y rejoint René Cassin, qui en est le vice-président. Il deviendra le président de l'amicale des Conseillers d'État, fait unique pour un conseiller nommé au tour extérieur.
- Rapport sur les carrières des anciens élèves de l'ENA, leur sélection et leur adaptation au besoins bien compris de l'Administration.ENA : Il est nommé président du jury de la première promotion « France Combattante » de l'ENA en 1947, qui est dirigée par Henri Bourdeau de Fontenay, grand résistant et ancien Commissaire régional de La République pour la Normandie. Il rédige un rapport sur l'ENA en 1955, la sélection  des élèves et leur adaptation aux besoins bien compris de l'Administration.... Un autre rapport  non publié par le gouvernement, avait été rédigé en 1952[4].
- Président du Conseil supérieur de la Marine marchande de 1952 jusqu'à sa mort en 1963
- Vice-président du Conseil d'administration de l'Institut scientifique et technique des Pêches maritimes (ISTPH) en 1953
- Président du Comité d'examen des comptes de la Marine
- Président de la Société de comptabilité de France
- Président du Conseil d'administration du Muséum national d'histoire naturelle en 1961
- Président du Conseil d'administration de l'École des hautes études en santé publique en 1961
- Membre de l'Académie de Marine

#### Algérie
- Président de la Commission centrale de contrôle des élections municipales en mars 1959
- Président de la Commission centrale de contrôle des élections cantonales en avril 1960

#### Commissariat au Plan
- Président de la commission de l'équipement scolaire à partir du 4e Plan
- Président de la commission de l'équipement hospitalier
- Président de la commission de l'équipement sanitaire et social en 1962
- Membre de la Commission des rapports entre l'État et l'Enseignement privé, présidée par Mr Lafre du 25 juin au 29 octobre 1959

## Opposant et Résistant  lors de laSeconde Guerre mondiale
Il fait partie des 80 parlementaires les « Quatre-vingts » (dont 7 du Finistère sur 16 parlementaires en tout dans le département, emmenés par lui) qui refusent de donner les pleins pouvoirs au maréchal Pétain en disant non au projet de loi du 10 juillet 1940, qui signifie la fin de la République, le début de l'Etat Français et de la collaboration
Son opposition au régime s'affirme. Il accepte d'abord que son conseil municipal soit remanié par le gouvernement de Vichy et il multiplie les appels au calme pour éviter que la population ne soit victime de représailles de la part des autorités allemandes. Il entre en conflit de plus en plus ouvert avec le pouvoir et finit, dès 1941, par être révoqué pour 3 mois de ses fonctions de maire de Brest le 30 décembre 1941 pour avoir refusé de voter une motion de confiance à Pétain.
Rapport du préfet de la région de Rennes, M. François Ripert, le 22 décembre 1941 :

« Dans le Finistère "l'âme de la résistance" semble être M Le Gorgeu, Maire de Brest, ancien sénateur vers lequel tous les yeux sont tournés (...). S'il affiche le portrait du Maréchal Pétain dans la salle du conseil municipal, il estime ne pas devoir aller jusqu'à la mettre dans son cabinet personnel. Il est d'autre part décidé à s'abstenir si les membres du conseil municipal proposaient une motion de confiance au Maréchal (...). L'attitude de M. Le Gorgeu commande celles de tous les anciens parlementaires de la région (...). À mon avis la clé de la Révolution Nationale dans le Finistère repose sur le Maire de Brest. Les milieux nationaux de la région en particulier la marine militaire, semble très montés contre la passivité de M. Le Gorgeu et sa résistance à l'esprit nouveau qui donne le ton dans le pays et maintient la tiédeur de la population envers le Gouvernement (...). La seule difficulté vient de l'absence d'homme pour remplacer M Le Gorgeu mais j'estime que si le Maire de Brest refusait de voter une motion s'adressant personnellement au Maréchal, son remplacement s'imposerait de toute nécessité. »

À cette époque, il doit quitter Brest et va vivre à Crosmières, petit village de la Sarthe, dans la famille de l'épouse de son fils Victor Léon Le Gorgeu.

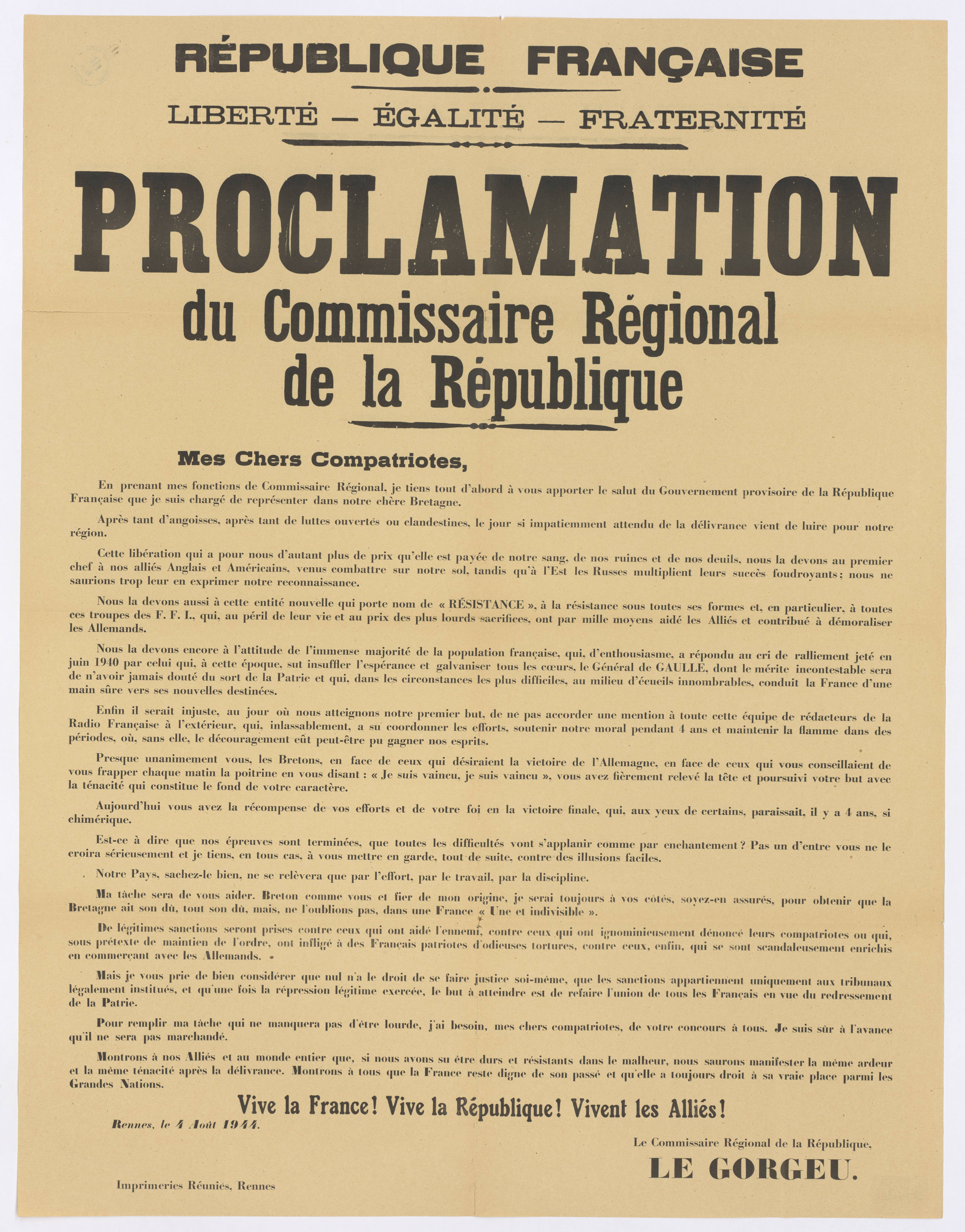
Proclamation de Victor Pierre Le Gorgeu le 4 août 1944.

Il s'engagea alors dans la lutte clandestine et rejoignit l'Organisation civile et militaire au début 1943, où il était chargé de l'organisation administrative de la Bretagne. De ce fait, il s'est trouvé en rapport avec le mouvement Libération-Nord. Il est pressenti en juin 1943 par le Conseil national de la Résistance pour les fonctions de Commissaire Régional de la République à Rennes ; le général de Gaulle le nomme le 3 Octobre 1943 son représentant pour la région Bretagne.
Au cours de tournées périodiques en Bretagne, il s'occupe de l'organisation des Comités de libération des départements d'Ille-et-Vilaine, des Côtes-du-Nord, du Finistère, du Morbihan, comités qu'il installe en janvier 1944.
Avisé le 2 février 1944 qu'il était dénoncé à la Gestapo et à Darnand, il fuit à Paris et dut se cacher en divers domiciles à compter de cette date tout en maintenant les contacts avec les organismes centraux de la Résistance.
Il rejoint Rennes le 15 mai 1944, conformément aux instructions reçues, pour y préparer la prise de pouvoir. Avec les premiers obus américains qui tombent sur Rennes le 1er août, il s'installe dans ses fonctions de Commissaire Régional de la République le 4 août 1944 lors de la libération de la ville,,, fonctions qu'il exerce jusqu'au 31 mars 1946, à la suite de la démission du général de Gaulle. 
Dans cette tâche il se fait aider par François Tanguy-Prigent
Deux difficultés majeures se présentent à lui : gérer l'épuration et le ravitaillement.
Il a pour directeur de cabinet Roger Houin, Professeur de droit à Rennes.  Henri Fréville , futur sénateur-maire de Rennes, était son délégué à l'information,  président de la commission de re-parution des titres de presse.
Il accompagne le général de Gaulle dans sa tournée des villes de Bretagne fin juillet 1945.
Cet engagement lui vaut d'être décoré de la médaille de la Résistance avec rosette à la Libération.

## Décorations et hommages
- Commandeur de la Légion d'honneur (12 juillet 1952) 
  -  Officier de la Légion d'honneur à titre militaire le 13 mars 1933 
  -  Chevalier de la Légion d'honneur à titre militaire en janvier 1915
- Croix de guerre 1914-1918 avec Palme et Étoile de vermeil

 Médaille de la Résistance française, avec rosette en juillet 1946
- Commandeur de l'ordre des Palmes académiques le 19 février 1957
- Commandeur de l'ordre du Mérite maritime le 5 avril 1962[12]
  - officier en 1954[13]
- Médaille coloniale (Agrafe Mauritanie)
- Médaille d'honneur de la protection judiciaire de la jeunesse, bronze le 13 février 1962
- Chevalier de l'ordre de la Santé publique
- Grand officier de l'ordre de l'Étoile d'Anjouan le 18 mai 1949

Une avenue porte son nom à Brest, ainsi que des rues à Rennes, Quimper et Guipavas. La résidence universitaire de l'École des hautes études en santé publique (EHESP) à Rennes porte son nom.

### Sources
- « Victor Pierre Le Gorgeu », dans le Dictionnaire des parlementaires français (1889-1940), sous la direction de Jean Jolly, PUF, 1960 [détail de l’édition]
- [1995] Pierre Miquel, Les quatre-vingts, Paris, Fayard, 1995, 322 p. (ISBN 978-2-213-59416-3, OCLC 417417809, présentation en ligne).
- [1998] Jean Odin, Les Quatre-vingts, FeniXX réédition numérique, 1996, 232 p. (ISBN 978-2-40207-154-3)